# Suzan Kahramaner
Suzan Kahramaner (ur. 21 maja 1913 w Stambule, zm. 22 lutego 2006 tamże) – turecka matematyczka.

## Życiorys
Była córką lekarza Rifki Osmana Beja i Müzeyyen Hanım. Uczyła się we francuskojęzycznym liceum Notre Dame De Sion, które ukończyła w 1934. W tym samym roku rozpoczęła studia na nowo utworzonym Uniwersytecie Stambulskim, na Wydziale Matematyczno-Astronomicznym. Uczyła się tam pod kierunkiem znanych niemieckich matematyków, którzy w tym czasie przebywali w Turcji (Richard von Mises, Hilda Geiringer, William Prager). Studia ukończyła w 1939 i rozpoczęła karierę naukową w dziedzinie fizyki.
W roku akademickim 1940/1941 została skierowana, jak wielu innych tureckich naukowców do pracy poza Stambułem. Przez trzy lata pracowała jako nauczyciel matematyki w szkole dla dziewcząt Çamlıca.
W 1943 powróciła do Stambułu i rozpoczęła pracę nad rozprawą doktorską z zakresu teorii liczb zespolonych, pod kierunkiem Kerima Erima, pierwszego tureckiego matematyka, który obronił pracę doktorską w Niemczech. W 1949 roku obroniła pracę doktorską pt. Sur les fonctions analytiques qui prénnent la même valeur ou des valeurs donnés (ou en m points donnés), stając się pierwszą w Turcji kobietą, która obroniła doktorat z matematyki.
Kontynuację badań umożliwiło jej stypendium na Uniwersytecie w Helsinkach w 1957. W czasie obrad Skandynawskiego Kongresu Matematyków miała możliwość kontaktu z wybitnymi matematykami (Ernst Hölder, Wilhelm Blaschke, Lars Ahlfors, Paul Montel, Olli Lehto, Mieczysław Biernacki). W listopadzie 1957 kontynuowała badania na uniwersytecie w Zurychu. Rok później uczestniczyła w Międzynarodowym Kongresie Matematyków w Edynburgu. W 1959 uzyskała stypendium NATO, co pozwoliło jej na kontynuację badań na uniwersytecie w Zurychu w latach 1959-1960, a następnie na miesięczny staż na Uniwersytecie Stanforda.
W 1968 uzyskała tytuł profesorski na podstawie pracy Sur les singularites d'une application différentiable. W latach 70. była jedną z inicjatorek współpracy matematyków z krajów bałkańskich i współzałożycielką Bałkańskiego Unii Matematyków, utworzonej w 1971 w Atenach. W latach 1978–1979 kierowała Wydziałem Matematycznym na Uniwersytecie Stambulskim. W 1983 przeszła na emeryturę po czterdziestu latach pracy naukowej.